# Louvigné
Louvigné ist eine französische Gemeinde mit 1.182 Einwohnern (Stand: 1. Januar 2022) im Département Mayenne in der Region Pays de la Loire; sie gehört zum Arrondissement Laval und zum Kanton L’Huisserie. Die Einwohner werden Louvignéens und Louvignéennes genannt.

## Geographie
Louvigné liegt etwa zehn Kilometer ostsüdöstlich von Laval. Umgeben wird Louvigné von den Nachbargemeinden Argentré im Norden, Soulgé-sur-Ouette im Osten, Bazougers im Süden und Südosten, Parné-sur-Roc im Südwesten sowie Bonchamp-lès-Laval im Westen.

## Bevölkerungsentwicklung

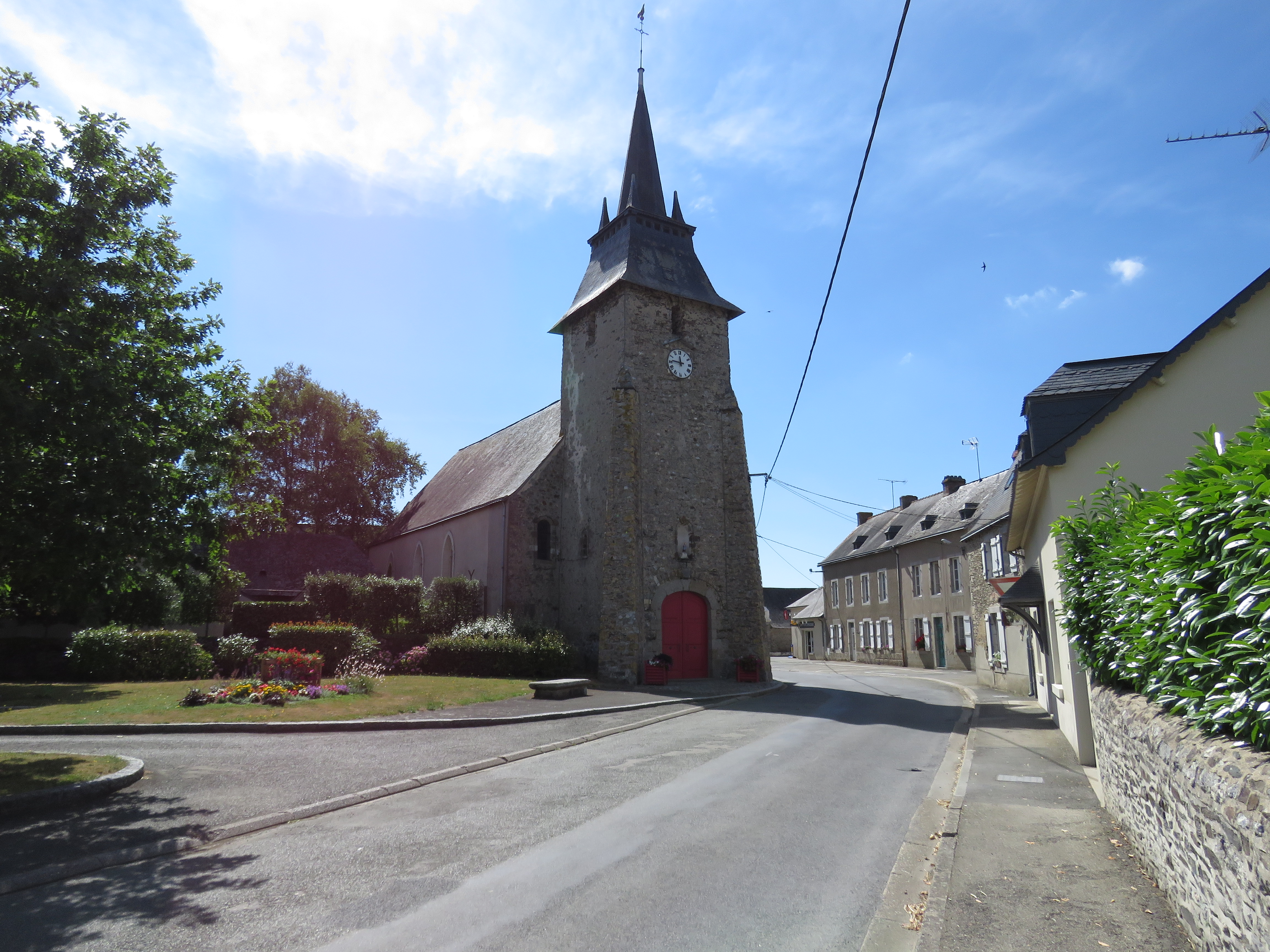
Kirche Saint-Martin

| Jahr                       | 1962 | 1968 | 1975 | 1982 | 1990 | 1999 | 2006 | 2019 |
| Einwohner                  | 309  | 316  | 464  | 528  | 664  | 667  | 799  | 1150 |
| Quellen: Cassini und INSEE |      |      |      |      |      |      |      |      |

## Sehenswürdigkeiten
- Kirche Saint-Martin aus dem 14. Jahrhundert, seit 2018 als Monument historique eingeschrieben
- Kapelle La Doyère aus dem 17. Jahrhundert
- Schloss Les Roches aus dem 19. Jahrhundert

## Gemeindepartnerschaft
Mit der deutschen Gemeinde Babenhausen in Schwaben (Bayern) besteht eine Partnerschaft.